# لوكاس سباستيان هايدو
لوكاس سباستيان هايدو (بالإسبانية: Lucas Sebastián Haedo)‏ (و. 1983  م) هو راكب دراجة هوائية أرجنتيني، شارك في طواف إسبانيا، وطواف إسبانيا 2013، مركز لعبه هو عداء دراجات ‏.

## سباقات أو مراحل فاز بها
| التاريخ       | السباق                        | المركز                                          |
| ------------- | ----------------------------- | ----------------------------------------------- |
| 01 يناير 2009 | 2009 Nature Valley Grand Prix |                                                 |
| 24 أغسطس 2010 | طواف إينكو 2010               | السادس في تصنيف النقاط                          |
| 03 يونيو 2018 | طواف كوريا 2018               | الثاني في تصنيف النقاط، الثامن في التصنيف العام |

## روابط خارجية
- لوكاس سباستيان هايدو على موقع الاتحاد الدولي للدراجات (الإنجليزية)
- لوكاس سباستيان هايدو على موقع أرشيف الدراجات (الإنجليزية)
- لوكاس سباستيان هايدو على موقع إحصائيات الدراجات الإحترافية (الإنجليزية)
- لوكاس سباستيان هايدو على موقع نسبة الدراجات (الإنجليزية)
- لوكاس سباستيان هايدو على موقع CycleBase (الإنجليزية)